# Money Train
Money train è un film del 1995 diretto da Joseph Ruben.
Jennifer Lopez recita nei panni di un personaggio ispirato alle sue vere origini, Grace Santiago, una poliziotta portoricana nata nel Bronx.

## Trama
Charlie e John sono fratellastri nonché colleghi poliziotti di sicurezza della metropolitana che, insieme alla collega Grace Santiago, hanno il compito di catturare un ladro che deruba le biglietterie. Charlie, ispirato dal ladruncolo, trova una grande idea per saldare tutti i suoi debiti di gioco: assalire e svuotare il cosiddetto "money train" che, la notte di San Silvestro, raccoglie tutti gli incassi di tutte le biglietterie.